# 趙襲
趙襲（生卒年不詳），字元嗣，京兆長陵（今中國陝西省咸陽市）人，東漢書法家，時任敦煌太守。與東漢書法家羅暉都以擅長書寫章草而得名於世。

## 歷史評價
- 西晉書法家衛恒在《四體書勢》中說：「羅叔景、趙元嗣者，與張芝同時，見稱於西州。」、「趙襲，字元嗣，東漢京兆長陵人，曾任敦煌太守，二人齊名，同工章草。」[2]
- 唐代的張懷瓘在《書斷》說：「趙襲，字元嗣，京兆長安人，為敦煌太守，與羅暉並以能草見重關西，而矜巧自與，眾頗惑之，與張芝素相親善敦煌有張越，仕至梁州剌史，亦善草書。」[3][4]

## 外部連結
- 書法窩－擅长章草的东汉书法家：赵袭[永久]
- 中國草書網－草书名家赵袭